# Công quốc Milano
Công quốc Milano (tiếng Ý: Ducato di Milano; tiếng Lombard: Ducaa de Milan) là một nhà nước ở Bắc Ý, được thành lập vào năm 1395 bởi Gian Galeazzo Visconti, khi đó là lãnh chúa xứ Milano, và là thành viên của gia tộc Visconti, những người đã cai trị thành phố này từ năm 1277. Vào thời điểm đó, công quốc bao gồm 26 thị trấn và vùng nông thôn rộng lớn của Đồng bằng Padan ở giữa phía đông của những ngọn đồi Monferrato. Trong phần lớn thời gian tồn tại, công quốc bị kẹp giữa lãnh thổ của Nhà Savoia ở phía tây, Cộng hòa Venice ở phía đông, Liên bang Thụy Sĩ ở phía bắc và ngăn cách khỏi Địa Trung Hải bởi Cộng hòa Genoa ở phía nam. Công quốc này đạt đến quy mô lớn nhất vào đầu thế kỷ XV, khi đó công quốc bao gồm hầu hết những gì hiện là Lombardia và một phần Piemonte, Veneto, Toscana và Emilia-Romagna.
Dưới thời trị vì của Nhà Sforza, Milano đã trải qua một thời kỳ thịnh vượng lớn với sự ra đời của ngành công nghiệp tơ lụa, trở thành một trong những quốc gia giàu có nhất trong thời kỳ Phục hưng. Từ cuối thế kỷ XV, Công quốc Milano đã bị tranh chấp giữa các lực lượng của Quân chủ Habsburg và Vương quốc Pháp. Nó được cai trị bởi Habsburg Tây Ban Nha từ năm 1556 và được chuyển giao cho Habsburg Áo vào năm 1707 trong Chiến tranh Kế vị Tây Ban Nha như một thái ấp bỏ trống của Đế chế La Mã Thần thánh. Công quốc vẫn là tài sản của Áo cho đến năm 1796 khi một đội quân Pháp dưới quyền Napoleon Bonaparte chinh phục nó, và nó không còn tồn tại một năm sau đó do Hiệp ước Campo Formio, khi Áo nhượng lại cho chư hầu của Pháp là Cộng hòa Cisalpine mới được thành lập.
Sau thất bại của Napoleon, Đại hội Viên năm 1815 đã cho phục hồi nguyên trạng nhiều nhà nước quân chủ ở khắp châu Âu, nhưng trong số đó không có Công quốc Milano. Thay vào đó, lãnh thổ trước đây của nó đã trở thành một phần của Vương quốc Lombardo–Veneto, với Hoàng đế Áo là quân chủ. Năm 1859, Lombardo được nhượng lại cho Vương quốc Piedmont-Sardinia, sau đó trở thành Vương quốc Ý vào năm 1861.

## Lịch sử

### Bối cảnh

Lãnh thổ của Viscontis vào thế kỷ 14, trước khi thành lập Công quốc Milano

Số phận của thành bang Milano gắn liền với gia tộc Visconti từ thế kỷ XIII, những người đã tiếp tục chính sách bành trướng lãnh thổ được thừa hưởng từ chính quyền thành phố. Một trong những người đầu tiên ủng hộ gia tộc Visconti lãnh đạo thành bang Lombard là Ottone Visconti, được bầu làm tổng giám mục Milano vào năm 1262 và đã đánh bại gia tộc Della Torre trong Trận Desio năm 1277.
Trong nửa đầu thế kỷ sau, các cháu trai và chắt của ông đã đến cai quản Milano: Matteo I, Galeazzo I, Azzone và Tổng giám mục Giovanni, mở rộng phạm vi ảnh hưởng của gia tộc Visconti ra các vùng xung quanh. Một chính sách mở rộng và củng cố bình đẳng đã được những người kế nhiệm họ theo đuổi vào nửa sau thế kỷ này: Matteo II, Bernabò và Gian Galeazzo. Sau một thời gian đánh dấu bằng những căng thẳng giữa các thành viên khác nhau của gia đình quyền lực, Gian Galeazzo Visconti, cháu trai của Bernabò, đã lên nắm quyền bằng một cuộc đảo chính vào năm 1385 và dần thống nhất các lãnh thổ rộng lớn của gia đình nằm rải rác khắp miền Bắc Bán đảo Ý. Người ta nói rằng các lãnh thổ chịu sự thống trị của ông đã mang lại cho Gian Galeazzo trong một năm, ngoài thu nhập thông thường là 1.200.000 florin vàng, thêm 800.000 florin nữa từ các khoản trợ cấp đặc biệt.

### Vương quyền của Visconti (1395–1447)

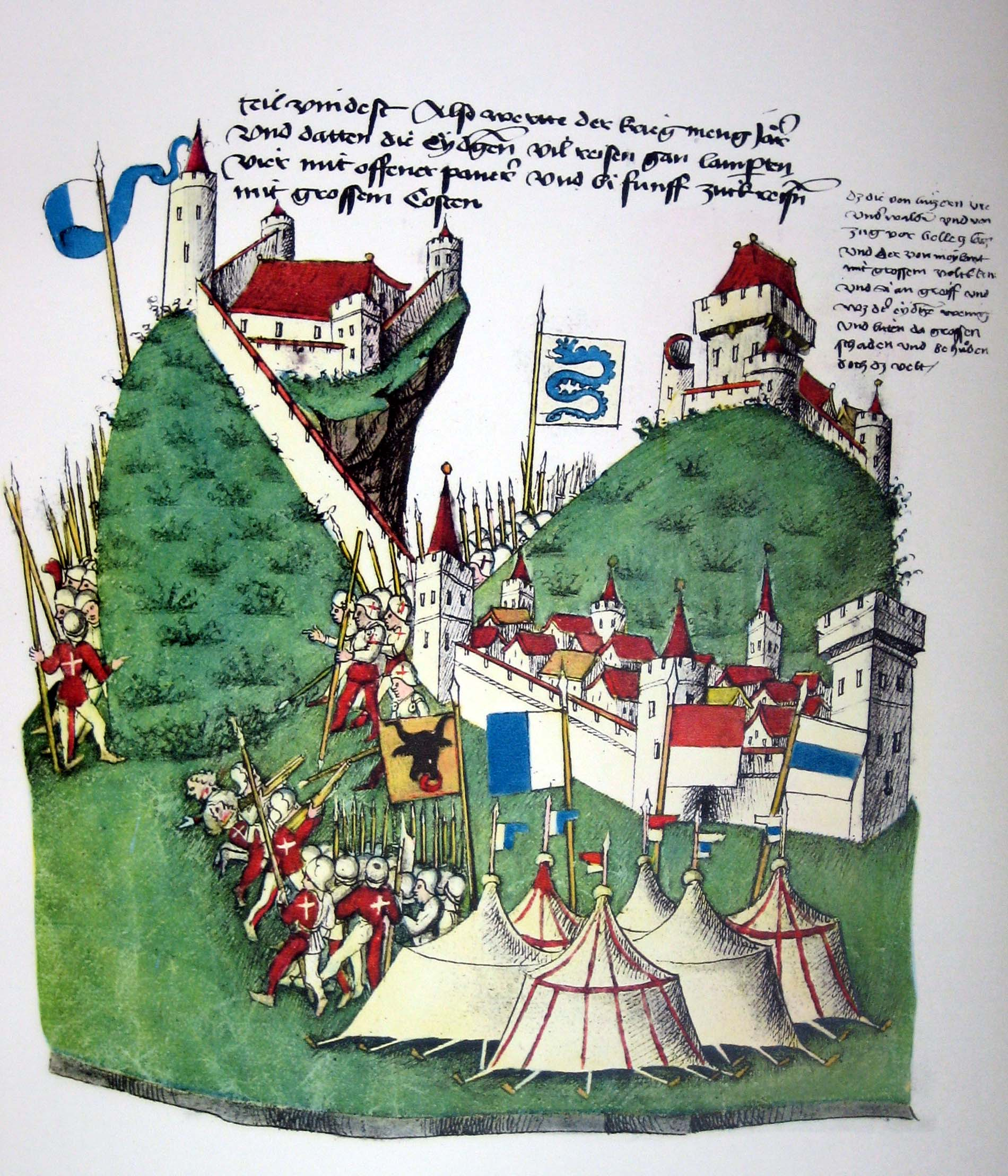
Trận chiến Arbedo năm 1422 để giành quyền kiểm soát Bellinzona

Công quốc được thành lập chính thức vào ngày 11 tháng 5 năm 1395, khi Gian Galeazzo Visconti, Dominus Generalis xứ Milan, đã nhận được tước hiệu Công tước xứ Milano thông qua một văn bằng được ký tại Prague bởi Wenzel IV của Bohemia. Việc đề cử đã được phê chuẩn và tổ chức lễ kỷ niệm tại Milano vào ngày 5 tháng 9 năm 1395. Gian Galeazzo Visconti cũng đã nhận được giấy phép để khắc hình đại bàng hoàng gia trên lá cờ công tước mới của gia tộc Visconti.
Công quốc, theo định nghĩa trong văn bằng năm 1395, bao gồm lãnh thổ xung quanh Thành bang Milano, giữa sông Adda và Ticino, nhưng lãnh thổ của Gian Galeazzo Visconti đã mở rộng ra ngoài, bao gồm 26 thị trấn và trải dài từ Piedmont đến Veneto và từ Bang Ticino ngày nay đến Umbria. Do đó, Milan đã trở thành một trong năm nhà nước lớn của bán đảo Ý vào thế kỷ XV. Nhà Visconti đã mở rộng quyền thống trị của họ trong gần một thế kỷ, dưới sự trị vì của Azzone Visconti, Luchino Visconti, Giovanni Visconti, Bernabò Visconti và Gian Galeazzo Visconti: dưới thời cai trị của Azzone Visconti, Ossola ở Piedmont đã bị chinh phục vào năm 1331, tiếp theo là Bergamo và Pavia (Lombardo) và Novara (Piedmont) vào năm 1332, Pontremoli (Tuscany) năm 1333, Vercelli (Piedmont) và Cremona (Lombardy) năm 1334, các thành phố Como, Crema, Lodi và Valtellina của người Lombard năm 1335, Bormio (Lombardy) và Piacenza (Emilia) năm 1336, Brescia và Val Camonica năm 1337.
Hai anh em Luchino và Giovanni Visconti đã thêm Bellinzona (Thụy Sĩ ngày nay vào năm 1342, Parma (Emilia) vào năm 1346 và một số vùng lãnh thổ ở tây nam Piedmont vào năm 1347: Tortona, Alessandria, Asti và Mondovì. Bernabò chinh phục Reggio Emilia năm 1371 và Riva del Garda năm 1380, và Gian Galeazzo lần đầu tiên đã mở rộng đáng kể quyền thống trị của Milan về phía đông, với cuộc chinh phục các thành phố Verona của Venice (1387), Vicenza (1387), Feltre (1388), Belluno (1388) và Padua (một thời gian ngắn, từ 1388 đến 1390), và sau đó về phía nam, chinh phục Lucca, Pisa và Siena ở Tuscany năm 1399, Perugia ở Umbria năm 1400, Bologna ở Emilia năm 1402, và Assisi ở Umbria cũng ở 1402.

### Cộng hòa Ambrosia (1447–1450)

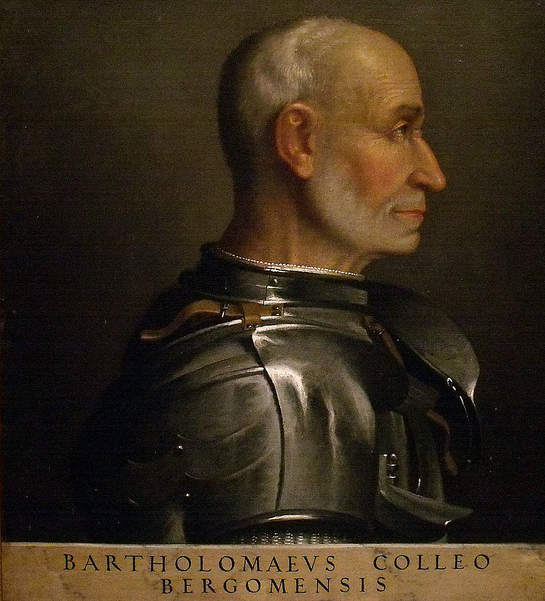
Bartolomeo Colleoni là viên chỉ huy của Cộng hòa Golden Ambrosian, đáng chú ý trong trận chiến Bosco Marengo

Khi công tước Visconti cuối cùng là Filippo Maria, qua đời vào năm 1447 mà không có người thừa kế nam, người Milano đã tuyên bố thành lập cái gọi là Cộng hòa Golden Ambrosia, nơi sớm phải đối mặt với các cuộc nổi loạn và tấn công từ các nước láng giềng. Năm 1450, đội trưởng lính đánh thuê Francesco Sforza, người trước đây đã kết hôn với con gái ngoài giá thú của Filippo Visconti là Bianca Maria, đã chinh phục thành phố và tái lập lại Công quốc Milano, thành lập Nhà Sforza.

### Vương quyền đầu tiên của Sforza (1450–1499)
Cộng hòa Venice không từ bỏ mong muốn mở rộng lãnh thổ sang Lombardy và do đó đã liên minh với Alifonso V của Aragón, Vua Napoli, và Hoàng đế Friedrich III của Thánh chế La Mã, chống lại Công tước Francesco I Sforza và các đồng minh của ông. Tuy nhiên, sự thất thủ của Constantinopolis dưới tay của người Ottoman, đã gây nguy hiểm cho cấu trúc các thuộc địa của Venice ở Biển Aegean và sau 4 năm chiến tranh, Hiệp ước Lodi đã được ký kết vào năm 1454. Với văn bản này, Francesco Sforza và Alifonso của Aragón lần lượt được công nhận là Công tước của Milano và Vua của Napoli, Cộng hòa Venice đã mở rộng lãnh thổ của mình lên đến Adda và Liên minh Ý Thần thánh chống lại người Ottoman đã được ký kết.
Sự cân bằng chính trị đạt được với Hiếp ước Lodi kéo dài cho đến khi Lorenzo de' Medici, người cai trị Cộng hòa Florence qua đời và cuộc xâm lược của Vua Charles VIII của Pháp vào Bán đảo Ý năm 1494, ngoại trừ một số cuộc xâm lược của Thụy Sĩ dẫn đến Hòa ước Lucerne. Galeazzo Maria, con trai của Francesco Sforza, do chính phủ của ông bị nhiều người coi là chuyên chế, đã bị sát hại trong một âm mưu. Con trai của Galeazzo Maria và Gian Galeazzo, cai trị dưới sự nhiếp chính của mẹ mình là Bona xứ Savoia cho đến khi chú của ông là Ludovico Sforza cướp ngôi. Ludovico Sforza, con trai của Francesco Sforza, đã xoay xở để giành được quyền giám hộ cháu trai Gian Galeazzo và giam giữ ông tại Lâu đài Visconti ở Pavia, nơi ông qua đời vào năm 1494 trong hoàn cảnh bí ẩn đến mức nhiều nghi ngờ tập trung xung quanh chính Ludovico.

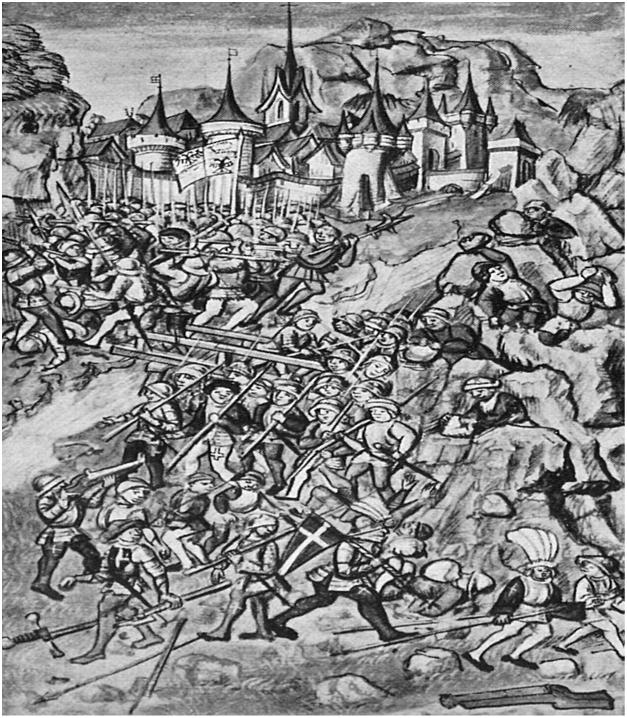
Trận Crevola năm 1487, bảo vệ Val d'Ossola

Do đó, mối quan hệ giữa Ludovico và Ferrando II của Aragón trở nên xấu đi: Trên thực tế, Gian Galeazzo đã kết hôn với một cháu gái của Vua Napoli, người đứng về phía người thừa kế hợp pháp. Ludovico đã đáp trả bằng cách khuyến khích Vua Charles VIII của Pháp đòi lại Vương quốc Napoli, vì cho đến năm 1442, ngai vàng của Napoli vẫn thuộc về tổ tiên của Charles, Nhà Capet xứ Anjou. Năm 1494, Charles VIII chinh phục Napoli, phá vỡ sự cân bằng giữa các nhà nước Ý khác nhau và bắt đầu Chiến tranh Ý.

### Vương quyền đầu tiên của Pháp (1499-1512)
Năm 1495, Charles VIII của Pháp bị trục xuất khỏi Bán đảo Ý bởi một Liên minh gồm nhiều quốc gia Ý, Đế chế La Mã Thần thánh, Đế chế Tây Ban Nha và Vương quốc Anh, nhưng chỉ ba năm sau, vào năm 1498, Công tước xứ Orléans, người đã trở thành Vua của Pháp với vương hiệu Louis XII, khẳng định yêu sách thừa kế của mình đối với Công quốc Milano: một trong những tổ tiên của ông là Louis I xứ Orléans, thực tế đã kết hôn với Valentina Visconti, con gái của Công tước Gian Galeazzo, vào năm 1389, người có hợp đồng hôn nhân xác lập rằng, trong trường hợp triều đại Visconti tuyệt tự, danh hiệu Công tước xứ Milano sẽ thuộc về con cháu của Valentina. Louis XII, tự xưng là người thừa kế hợp pháp của Nhà Visconti, đã xâm lược Công quốc Milano vào năm 1499, khiến Ludovico phải rời bỏ lãnh thổ. Cựu quân chủ Sforza đã cố gắng vô ích để chống lại quân đội Pháp, thậm chí còn cầu xin Hoàng đế Thánh chế La Mã giúp đỡ, nhưng chỉ có thể chiếm lại kinh đô Milan và một số vùng đất khác trong thời gian ngắn. Bị đánh bại và bị bắt làm tù binh ở Novara năm 1500, ông bị trục xuất đến Pháp, giam lỏng tại Lâu đài Loches, nơi ông qua đời vào ngày 27 tháng 5 năm 1508.

### Vương quyền lần thứ 2 của Sforza (1512-1515)
Louis XII của Pháp vẫn là Công tước xứ Milano cho đến năm 1512, khi quân đội Thụy Sĩ trục xuất người Pháp khỏi Lombardy và đưa Maximilian Sforza, con trai của cựu công tước Ludovico, lên ngai vàng của Milano. Từ năm 1512 đến năm 1515, các bang Thụy Sĩ trên thực tế đã bảo hộ công quốc này.

### Vương quyền lần thứ 2 của Pháp (1515-1521)
Dưới triều đại của Vua François I, Vương quyền Pháp đã tái lập được chủ quyền của mình đối với Công quốc Milano. Năm 1515, sau Trận Marignano đẫm máu, chứng kiến thất bại của quân đội Thụy Sĩ, quốc vương Pháp đã phế truất Maximilian và tự mình lên ngôi công tước. Mặc dù thất bại, người Thụy Sĩ vẫn giữ được các vùng lãnh thổ dọc theo con đường dẫn từ đèo Gotthard đến cổng Como (ngày nay là bang Ticino). Hiệp ước Noyon năm 1516 đã xác nhận quyền sở hữu Công quốc Milano cho người Pháp. François cai trị công quốc cho đến năm 1521, khi Karl V, Vua Tây Ban Nha và Hoàng đế La Mã Thần thánh, đưa em trai của Maximilian là Francesco II Sforza trở lại ngai vàng Milano.

### Vương quyền lần thứ 3 và cuối cùng của Sforza (1521-1535)

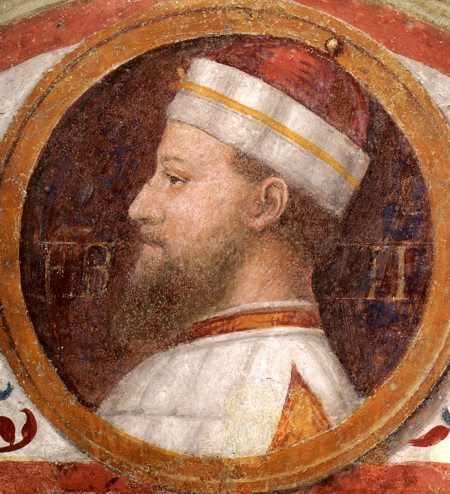
Francesco II, công tước Milano cuối cùng đến từ Nhà Sforza

Sau thất bại quyết định của Pháp trong Trận Pavia vào ngày 24 tháng 2 năm 1525, khiến lực lượng của Karl V giữ ưu thế trên bán đảo Ý, Francesco II Sforza đã gia nhập Liên minh Cognac chống lại Karl: cùng với ông, Cộng hòa Venice, Cộng hòa Florence, Giáo hoàng Clêmentê VII và Vương quốc Pháp. Công tước nhanh chóng bị quân đội Karl V áp đảo, nhưng vẫn giữ được quyền kiểm soát một số thành phố và thành trì của công quốc. Cộng hòa Venice đã nhượng lại toàn bộ bờ biển Apulia (Brindisi, Monopoli, Gallipoli, Polignano, Lecce, Bari và Trani) để đổi lấy việc rút lại các yêu sách của Đế chế La Mã Thần thánh đối với Milano, cũng vì thực tế là Karl V không muốn xung đột với người Venice, và ông biết rằng mình không có phương tiện để thành công, bởi vì người Venice quá lo lắng rằng Milano sẽ rơi vào tay các thế lực nước ngoài, vì họ không coi mình "có khả năng chiếm đóng cũng như không đủ khả năng để giữ được nó".
Francesco II Sforza qua đời mà không có người thừa kế vào năm 1535, mở ra một câu hỏi mới về việc ai sẽ nắm giữ ngai vàng Milano. Trong giai đoạn này, chính xác là vào năm 1532, Francesco II Sforza đã yêu cầu và nhận được từ Giáo hoàng Clêmentê VII việc nâng Vigevano, một thành phố mà gia đình ông luôn gắn bó sâu sắc, lên làm thủ đô của Vigevanasco, sau khi thành phố này đã đạt được danh hiệu thành bang và giáo phận vào năm 1530 theo cùng cách thức.

### Vương quyền Habsburg Tây Ban Nha (1556-1707)
Vua François I của Pháp và Karl V của Thánh chế La Mã đã tuyên bố chủ quyền Công quốc Milano bằng cách gây chiến. Sau này, tuyên bố nó là một thái ấp của đế quốc sau khi Sforza tuyệt tự, đã giành được quyền kiểm soát công quốc và đưa con trai mình là Philip II đến đó với một văn bằng của đế quốc được ký tại Brussels vào ngày 11 tháng 10 năm 1540 và công khai vào năm 1554. Quyền sở hữu Công quốc của Philip cuối cùng đã được Vua Henri II của Pháp công nhận vào năm 1559, với Hiệp ước Cateau-Cambrésis. Công quốc Milano, đã mất mọi hình thức độc lập, sau đó bị giảm xuống thành một nhà nước thứ cấp chịu sự thống trị của nước ngoài.

### Vương quyền Habsburg Áo (1714-1796)
Với Hiệp ước Baden (1714), chấm dứt Chiến tranh Kế vị Tây Ban Nha, Công quốc Milano đã được nhượng lại cho Nhà Habsburg của Áo. Trong thế kỷ XVIII, diện tích bề mặt của công quốc—mặc dù đã thống nhất vào năm 1745 với Công quốc Mantua, nơi có quyền tự chủ mạnh mẽ khỏi Milan—đã bị thu hẹp hơn nữa, đạt đến mức mở rộng nhỏ hơn nhiều so với Lombardy ngày nay. Chính quyền của Nhà Habsburg-Áo được đặc trưng bởi các cải cách hành chính quan trọng, mà các quân chủ Áo—lấy cảm hứng từ các nguyên tắc của chủ nghĩa chuyên chế khai sáng—cũng đã đưa vào các lãnh thổ Lombard của họ: ví dụ, sắp xếp lại sổ đăng ký đất đai, bãi bỏ kiểm duyệt của nhà thờ và phát triển ngành công nghiệp tơ lụa.

### Sự chấm dứt tồn tại của Công quốc Milano
Sau chiến dịch thắng lợi của Tướng Napoleon Bonaparte ở miền bắc nước Ý năm 1796, Công quốc Milano được giao cho một chính phủ lâm thời quản lý. Nhà Habsburg đã nhượng lại lãnh thổ này cho Đệ Nhất Cộng hòa Pháp theo Hiệp ước Campo Formio năm 1797. Ngay từ năm 1796, người Pháp đã thành lập nhà nước chư hầu Cộng hòa Transpadane trên các lãnh thổ của Công quốc Milano, sáp nhập với Cộng hòa Cispadane năm 1797 để thành lập Cộng hòa Cisalpine, nơi Milan trở thành thủ đô. Sau thất bại của Napoleon, trên cơ sở các quyết định được đưa ra bởi Đại hội Viên vào ngày 9 tháng 6 năm 1815, Công quốc Milano không được khôi phục mà trở thành một phần của Vương quốc Lombardo–Veneto, một vùng đất cấu thành của Đế quốc Áo. Vương quốc không còn tồn tại khi phần còn lại của nó được sáp nhập vào Vương quốc Ý vào năm 1866.

## Quân đội
Dưới thời các phó vương Tây Ban Nha từ năm 1535, Milano đã trở thành một trong những nơi đóng góp cho quân đội cho Tây Ban Nha. Vào thời điểm đó, Lombardy có nền kinh tế sản xuất và thương mại phát triển nhất trên thế giới, khiến nơi này trở thành một công cụ có giá trị cho quân đội Tây Ban Nha: một kho vũ khí có tầm quan trọng chiến lược tối cao. Ngoài các nguồn lực, Milan còn cung cấp binh lính. Trong Chiến tranh Pháp-Tây Ban Nha 1635–1659, Milan đã gửi và trả trung bình 4.000 soldi mỗi năm cho vương quyền Tây Ban Nha, với nhiều người trong số họ phục vụ ở các quốc gia Vùng đất thấp chống lại Quân đội các Cộng hòa Hà Lan.

## Quốc huy

Quốc huy
1395–1535 (Dưới thời Visconti và Sforza)
1580–1700 (Dưới thời Habsburg Tây Ban Nha)
1707–1796 (Dưới thời Habsburg Áo)

## Danh sách các Công tước Milano
Nhà Torre:
1. Martino: 1259 - 1263
2. Filippo: 1263 - 1265
3. Napoleone: 1265 - 1277

Nhà Visconti
1. Ottone: 1277 - 1295
2. Matteo I: 1295 - 1302
3. Guido: 1302 - 1311
4. Matteo I: 1311 - 1322
5. Galeazzo I: 1322 - 1328
6. Azzone: 1328 - 1339
7. Luchino: 1339 - 1349
8. Giovanni: 1354
9. Matteo II: 1354 - 1355
10. Galeazzo II: 1354 - 1378
11. Bernabò: 1354 - 1385
12. Gian Galeazzo I: 1385 - 1402, được phong làm Công tước năm 1395
13. Giovanni Maria: 1402–1412
14. Filippo Maria: 1412–1447

Nhà Sforza
1. Francesco I: 1450 - 1466
2. Galeazzo Maria: 1466 - 1476
3. Gian Gal eazzo: 1476 - 1494
4. Ludovico: 1494 - 1499
5. Luigi XII của Pháp: 1499 - 1512
6. Massimiliano: 1513 - 1515
7. Francis I của Pháp: 1515 - 1521
8. Francesco II: 1522 - 1535

Nhà Habsburg Tây Ban Nha
1. Carlo V của Đế quốc La Mã thần thánh: 1535 - 1540
2. Filippo I: 1540 - 1598
3. Filippo II: 1598 - 1621
4. Filippo III: 1621 - 1665
5. Carlo I: 1665 - 1700
6. Filippo IV của Pháp: 1700 - 1714

Nhà Habsurg Áo
1. Carlo II: 1714 - 1740
2. Maria Teresa: 1740 - 1780
3. Guisepppe: 1780 - 1790
4. Leopoldo: 1790 - 1792
5. Francesco III: 1792 - 1815